# Typ XVIII
Typ XVIII byla plánovaná třída oceánských diesel-elektrických ponorek německé Kriegsmarine z období druhé světové války. Patřila k nové generaci ponorek, které měly pomoci zvrátit průběh bitvy o Atlantik. Využití Walterových turbín s uzavřeným okruhem z nich na papíře dělalo nejvýkonnější druhoválečné ponorky. V praxi to však byla extrémně složitá a nevyzrálá technologie. Stavba obou objednaných ponorek typu XVIII proto byla roku 1944 zrušena ve prospěch vyzrálejších ponorek typu XXI.

## Stavba
Na přelomu let 1942 a 1943 se Spojencům podařilo získat převahu v druhé bitvě o Atlantik. Stalo se tak mimo jiné díky znalosti německých šifrovacích kódů, sílícímu letectvu a eskortám konvojů i novým zbraním (např. Hedgehog). Naopak německá Kriegsmarine utrpěla vážné ztráty a potápět spojeneckou tonáž pro ni bylo stále náročnější. Proti sílícímu soupeři již byly výkony dosavadních německých ponorek typu VII a typu IX nedostatečné. Německé naděje se upínaly k vývoji nové generace ponorek, které se měly vyznačovat především vyšší rychlostí a dosahem při plavbě pod hladinou.
K tomu byly zkoušeny dva základní přístupy. Prvním byl vývoj ponorek poháněných Walterovou turbínou s uzavřeným okruhem a perhydrolem jako okysličovadlem. Walterovým pohonem vybavená experimentální ponorka V80 pod hladinou dosáhla rychlosti 26 uzlů (například nejrozšířenější německá druhoválečná ponorka Typu VIIC pod hladinou dosahoval rychlosti 7,6 uzlu). Proto začaly práce na vojenském využití pohonu na vysokorychlostních ponorkách. Nejprve byly objednány menší pobřežní ponorky typu XVII. Dne 4. ledna 1943 byly objednány také dvě mnohem větší oceánské ponorky typu XVIII, označené jako U 796 a U 797. Zakázku získala loděnice Deutsche Werke, která ji 14. prosince 1943 předala loděnici Germaniawerft v Kielu. Stavba obou ponorek byla zahájena v prosinci 1943, dokončena ale nebyla ani jedna. Walterův pohon totiž představoval nevyzrálou a extrémně složitou technologii. V březnu 1944 proto byla stavba obou ponorek zrušena. Námořnictvo se zaměřilo na stavbu konvenčních ponorek („Elektroboot“), dosahujících zlepšených výkonů především díky posílené kapacitě akumulátorů (pobřežní Typ XXIII a oceánský Typ XXI).

## Konstrukce
Ponorky typu XXI svou velikostí a vzhledem silně připomínaly typ XXI. Jejich trup měl dvouplášťovou koncepci. Měly být vybaveny radarem FuMO 61 Hohentwiel-U, hydrofony GHG a Balkon-Gerät a dále elektronickými systémy FuMB 3 Bali a FuMB 6 Palau. Jejich výzbroj představovalo šest 533mm torpédometů, pro které bylo neseno celkem 23 torpéd. Protiletadlovou obranu zajišťovaly čtyři 30mm ve dvouhlavňových věžičkách na velitelské věži.
Pohonný systém tvořily dva diesely MWN o výkonu 4400 hp, dvě turbíny Brückner & Kanis-Walter o výkonu 15 000 hp a dva pomocné elektromotory SSW o výkonu 380 hp, které poháněly dva lodní šrouby. Nejvyšší rychlost dosahovala 18,5 uzlu na hladině, 24 uzlů pod hladinou za použití Walterova pohonu a sedm uzlů pod hladinou při využití elektromotorů. Dosah byl 7000 námořních mil při rychlosti deset uzlů na hladině, 350 námořních mil při rychlosti šestnáct uzlů pod hladinou (Walterům pohon) a 45 námořních mil při plavbě pod hladinou rychlostí čtyři uzly (na elektromotory). Operační hloubka ponoru byla 135 metrů.